# Demetrio Carceller Segura
Demetrio Carceller Segura   (Les Parres de Castellot, 22 de desembre de 1894 - Madrid, 1 de maig de 1968) fou un enginyer tèxtil i polític falangista espanyol establert a Terrassa en la seva joventut. Va ser ministre d'Indústria i Comerç d'Espanya durant el franquisme.

## Biografia
Nascut a Las Parras de Castellote el 22 desembre de 1894. La seva família es va radicar a Terrassa quan tenia sis anys. Estudia la carrera d'enginyer tèxtil en aquesta ciutat. Molt vinculat a Alfons Sala i Argemí que protegí la seva família i li va pagar la carrera universitària a l'Escola Industrial de Terrassa. La seva formació professional s'orientà vers el món del petroli i els seus derivats convertint-se durant la dictadura del General Primo de Rivera en un dels pocs especialistes de l'Estat. I és que el 1918, per recomanació d'A. Sala, entrarà de químic a SA Sabadell i Henry empresa que el 1927 durant el mandat de Calvo Sotelo com a ministre d'Hisenda passarà a formar el grup CAMPSA. Posteriorment, Carceller el 1930 se n'anirà amb el grup que s'escindeix i crea CEPSA on serà nomenat director general. Políticament, Carceller es vincularà al “salisme” moviment monàrquic alfonsí impulsat per A. Sala, d'oposició a la República.

## Guerra Civil
Després del Cop d'estat del 18 de juliol de 1936 es passà a la zona rebel, col·laborarà amb José Antonio Primo de Rivera en la fundació de Falange Española. Entrarà aviat a la Comissió d'Indústria i Comerç de la Junta de Defensa Nacional i de la Junta Tècnica del Estado on coincideix amb Joaquim Bau i Nolla i Juan Claudio Güell Churruca, fill del comte de Güell, prohom de la Lliga. El novembre del 1939 va ser nomenat cap de la secció de Política Social de la Delegación Nacional de Sindicatos i un any més tard membre de la Prefectura Política del partit únic la Falange Española Tradicionalista y de las JONS i cap provincial de Barcelona.

## Postguerra
La seva trajectòria, però, s'orientarà cap a la política de l'Estat. Així el 13 setembre de 1940 Ramón Serrano Súñer va a Alemanya acompanyat d'una sèrie de persones inclinades a favor del nacionalsocialisme, en aquest seguici figura Demetrio Carceller Segura juntament amb Miguel Primo de Rivera, Dionisio Ridruejo, Antonio Tovar, Manuel Falcó i Miguel Mora Figueroa. com a expert en qüestions econòmiques d'aquesta comissió.
Poc després, el dia 17 octubre de 1940 és nomenat pel general Franco ministre d'Indústria i Comerç d'Espanya substituint en la cartera a Luis Alarcón de la Lastra. Immediatament viatja a Berlín acompanyant Serrano Súñer per tal de preparar un projecte de tractat amb Alemanya i Itàlia en un període d'aguda tensió. Inicialment germanòfil es va tornar aliàdofil en contacte amb la realitat. Restarà en el càrrec fins a 1945. Fou ministre en els “anys de la fam”, crearà l'Instituto Nacional de Industria, i aplicarà una política d'autarquia i restriccions. Després de la seva etapa de ministre la seva activitat s'orientarà al món dels negocis, tot i que mantindrà el seu càrrec de Procurador a les Corts espanyoles fins a la seva mort. Va morir a Madrid l'1 maig de 1968.

## Demetrio Carceller i els industrials catalans
Els industrials catalans cotoners i llaners aprofitaran la seva vinculació amb Terrassa, els seus coneixements del sector tèxtil i les relacions amb la burgesia local, per negociar. Serà el primer al qual acudeixen quan arriba a ministre en la seva lluita contra la Fiscalía de Tasas. Carceller, per mitigar els efectes de la política autàrquica de l'anterior ministre, que havia portat restriccions que amenaçaven paralitzar el sector cotoner, pacta amb els cotoners crear el 1944 el Consorcio de Industriales Textiles Algodoneros CITA, precedent del Servicio Comercial de la Industria Textil Algodonera SECEA, per garantir les importacions de cotó. També donà suport al sector llaner i a l'Institut Industrial de Terrassa, i al Gremi de Fabricants de Sabadell que pogueren mantenir la personalitat i el patrimoni dins de la OSE.

## Trajectòria empresarial
Després de la seva etapa ministerial es va dedicar al món dels negocis essent conseller de nombroses empreses, entre d'elles Banco Comercial Transatlántico, Banc Industrial de Catalunya, Foment d'Aragó, Repsa i Cepsa, Industrial Cervecera Sevillana. La seva família és una de les grans fortunes de l'Estat. L'exministre Demetrio Carceller Segura era el pare de Demetrio Carceller Coll-que va presidir durant una llarga etapa el Banco Comercial Transatlàntico (transformat en el Deutsche Bank) - i avi de Demetrio Carceller Arce, nascut el 1962, qui posseeix una de les grans fortunes espanyoles. Demetrio Carceller Arce és conseller i accionista de Sacyr, (6,04%), conseller de Gas Natural i president i accionista, amb el 23%, de la cervesera Damm, és president de la petroliera Disa a més d'accionista d'Ebro i CLH.

## Obres
- El petróleo y sus repercusiones en la economía de los pueblos. Club Español de la Energía.
- Conferència al Círculo de la Unión Mercantil e Industrial. Sobre el tema genèric: problemas económicos internos y externos que se plantearán a España a la terminación de la guerra y soluciones posibles que pueden resolverlos. Madrid, Gráficas Diana, 1944.
- Die wirtschaftliche lage Spaniens, Madrid, 1944.
- La Situación económica en España, Madrid, Publicaciones de la Dirección General de Comercio y Política Arancelaria, 1943.